# Eudonia zophochlaena
Eudonia zophochlaena là một loài bướm đêm trong họ Crambidae.